# Popular Monster
Popular Monster (englisch Populäres Monster) ist das fünfte Studioalbum der US-amerikanischen Post-Hardcore-/Metalcore-Band Falling in Reverse. Das Album erschien am 16. August 2024 über Epitaph Records.

## Entstehung
Nachdem die Band im Jahre 2017 das Vorgängeralbum Coming Home veröffentlicht hatte, wurde die Bandbesetzung instabil und es kam zu mehreren Besetzungswechseln. Bereits ab 2018 veröffentlichten Falling in Reverse zahlreiche Singles wie Losing My Mind, Losing My Life sowie Drugs mit dem Slipknot-Sänger Corey Taylor. Keine dieser Singles schafften es auf das Album. Die erste Singleauskopplung des Albums war das Titellied am 20. November 2019, welches der Band ihre erste Platin-Auszeichnung einbrachte. Am 21. April 2020 verstarb der Rhythmusgitarrist Derek Jones an einer Hirnblutung. Das Lied Popular Monster war sein letzter Beitrag für die Band. Am 5. Januar 2022 veröffentlichten Falling in Reverse die Single Zombiefied und kündigten eine EP namens Neon Zombie an.
Es folgten die Singles Voices in My Head am 31. Mai 2022, Watch the World Burn am 31. Januar 2023 und Last Resort (Reimagined) am 26. Juni 2023. Letzteres ist eine Coverversion des Liedes Last Resort von der Band Papa Roach. In einem Radiointerview erklärte Sänger Ronnie Radke, dass er lieber alleine stehende Singles als ein komplettes Album veröffentlicht, weil das letzte Album Coming Home floppte. Daher nahm er sich Rapper wie Drake und dessen Veröffentlichungsstrategie zum Vorbild. Am 7. Mai 2024 folgte mit Ronald die nächste Single sowie die Ankündigung des Albums für den 26. Juli 2024. Die Veröffentlichung wurde dann auf den 16. August 2024 verschoben. Am 6. Juni 2024 erschien noch die Single All My Life.
Popular Monster wurde produziert von Tyler Smyth, Ronnie Radke und Charles Massabo. Als Gastsänger sind der Country-/Rock-Sänger Jelly Roll, der Rapper Tech N9ne, Sänger Alex Terrible von der Deathcore-Band Slaughter to Prevail und die Wrestlerin Saraya-Jade Bevis zu hören. Das Albumcover zeigt einen Mugshot vom Sänger Ronnie Radke aus dem Jahre 2012, als er wegen häuslicher Gewalt inhaftiert wurde. Für alle Singles wurden Musikvideos veröffentlicht.

## Titelliste
1. Prequel – 3:53
2. Popular Monster – 3:41
3. All My Life (feat. Jelly Roll) – 3:11
4. Ronald (feat. Tech N9ne & Alex Terrible) – 3:17
5. Voices in My Head – 3:17
6. Bad Guy (feat. Saraya) – 2:37
7. Watch the World Burn – 3:24
8. Trigger Warning – 2:22
9. Zombified – 3:40
10. No Fear – 3:48
11. Last Resort (Reimagined) – 4:43

## Rezensionen
Anne Erickson vom Onlinemagazin Blabbermouth.net schrieb, dass das Album „vom Anfang bis zum Ende vollgepackt mit intensiver, explosiver und unkontrollierbarer Energie verpackt“ ist. Die Musiker „setzen Trends“ und „schließen die Lücke zwischen Metal, Pop und Rap“. Erickson vergab acht von zehn Punkten. Simon K. vom Onlinemagazin Sputnikmusic schrieb, dass sich das Album „auf Papier wie ein inkohärentes, schizophernes Durcheinander liest“. Dennoch würde es Spaß machen und den Hörer fesseln. Die „guten Elemente würden die Patzer aufwiegen“, wofür er 3,3 von fünf Punkten vergab. John D. Buchanan vom Onlinemagazin Allmusic schrieb, dass Falling in Reverse auf Popular Monster mehr ihrer üblichen Mischung aus Metalcore, Pop, Rap und Electronica bieten und bewertete das Album mit 2,5 von fünf Punkten.

## Kommerzieller Erfolg
Das Album erreichte in der ersten Woche nach der Veröffentlichung 30.929 albumäquivalente Einheiten. Das Album erreichte eine Woche nach der Veröffentlichung bereits 723.000 albumäquivalente Einheiten in den Vereinigten Staaten und etwa zwei Milliarden Streams weltweit.

### Chartplatzierungen
Falling in Reverse konnten sich erstmals in den deutschen, österreichischen und Schweizer Albumcharts platzieren und erreichten in den Ländern auf Anhieb eine Top-10-Platzierung, darunter Platz zwei in Österreich. Im Vereinigten Königreich erreichte die Band eine neue Höchstplatzierung, womit sie Just Like You (2015, Rang 57) ablösten. Auch in den USA erreichte die Band mit Rang zwölf eine neue Höchstplatzierung.
| ChartsChartplatzierungen            | Höchstplatzierung | Wochen |
| ----------------------------------- | ----------------- | ------ |
| Deutschland (GfK)                   | 10 (8 Wo.)        | 8      |
| Österreich (Ö3)                     | 2 (12 Wo.)        | 12     |
| Schweiz (IFPI)                      | 9 (3 Wo.)         | 3      |
| Vereinigte Staaten (Billboard)      | 12 (7 Wo.)        | 7      |
| Vereinigte Staaten (Billboard Rock) | 4 (… Wo.)         | …      |
| Vereinigtes Königreich (OCC)        | 29 (… Wo.)        | …      |

### Auszeichnungen für Musikverkäufe
| Land/Region               | Auszeichnungen für Musikverkäufe (Land/Region, Auszeichnung, Verkäufe) | Verkäufe |
| ------------------------- | ---------------------------------------------------------------------- | -------- |
| Australien (ARIA)         | Gold                                                                   | 35.000   |
| Vereinigte Staaten (RIAA) | Gold                                                                   | 500.000  |
| Insgesamt                 | 2× Gold ·                                                              | 535.000  |

## Musikpreise
Bei den Billboard Music Awards 2024 wurde Popular Monster in der Kategorie Top Hard Rock Album und die Lieder All My Life und Ronald in der Kategorie Top Hard Rock Song nominiert.